# 首里手
首里手是琉球手（空手道的原型）的一種流派，流行於琉球國首里（今沖繩縣那霸市首里）一帶。在琉球國第二尚氏王朝時期，首里手是聚居於首里城的琉球貴族所繼承和發展的各種的流派的總稱。
首里手這個名詞是現代賦予的，在當時沒有這個稱呼。而在二戰之前稱呼並沒有統一，例如船越義珍（富名腰義珍）便把唐手分為「昭林流」和「昭靈流」兩派，其中「昭林流」便是現在人們所知的首里手。
現代學者一般認為，首里手相對於那霸手來說更注重於身體的柔韌性以及敏捷程度。泊手的特點與首里手相似。
首里手中的著名型有騎馬立（ナイファンチ）、拔塞（パッサイ）、平安（ピンアン）、公相君（クーサンクー）等。
首里手代表人物有：佐久川寬賀、松村宗棍、糸洲安恒、安里安恒、本部朝勇、本部朝基、屋部憲通、花城長茂、船越義珍、喜屋武朝德、知花朝信、摩文仁賢和、遠山寬賢等。
由首里手發展而成的空手道流派有：松濤館流、煉武会流、和道流、糸東流、本部流、小林流、松林流、少林寺流、少林流等。

## 腳註
1. ↑  富名腰義珍，《琉球拳法・唐手》，武侠社，1922年，第5頁。
2. ↑  本部朝基，東京唐手普及会，1932年，第2頁：